# Ewa Wrzosek
Ewa Wrzosek, po mężu Wortmann (ur. 12 grudnia 1955 w Pyrzycach) – polska biegaczka specjalizująca się w biegach długodystansowych i biegach ulicznych, medalistka mistrzostw Polski, reprezentantka Polski.

## Kariera sportowa
Była zawodniczką Orła Pyrzyce i Pomorza Stargard.
Na mistrzostwach Polski seniorów zdobyła cztery brązowe medale, w tym jeden w biegu przełajowym w 1982 i trzy w maratonie - w 1983, 1984 i 1985.
Reprezentowała Polskę na przełajowych mistrzostwach świata w 1982 (83. miejsce), mistrzostwach świata w biegu ulicznym na 10 km w 1983 (59. miejsce) i mistrzostwach świata w biegu ulicznym na 15 km w 1985 (59 m.) oraz Pucharze Świata w maratonie w 1985 (nie ukończyła) i Pucharze Europy w maratonie w 1988 (27 m. z czasem 2:45:18).
W 2011 została włączona do Galerii Sławnych i Zasłużonych Ludzi Sportu Ziemi Pyrzyckiej.
Rekordy życiowe:
- 1500 m – 4:24,32 (06.08.1981)
- 3000 m – 9:33,6 (29.07.1981)
- 10 000 m – 34:23,5 (19.09.1987)
- maraton – 2:39:52 (27.03.1988)